# وزارة الصناعة والتجارة (المغرب)
وزارة الصناعة والتجارة هي وزارة في المغرب، مُكلفة بإعداد وتطبيق سياسة الحُكومة المغربية في مجالات الصناعة والتجارة والتكنولوجيات الحديثة.
كما تقوم الوزارة بمواكبة ودعم الإستثمار في المغرب، عبر تكوين الموارد البشرية خاصة في قطاعات صناعة السيارات والطيران، وتوفير وعاءات عقارية خاصة بإنشاء مناطق صناعية، والمُساهمة في دعم المقاولات الصغرى والمتوسطة.

## التقسيمات
تتوفر وزارة الصناعة والتجارة على 29 مندوبية إقليمية في المغرب.

## المؤسسات التابعة للوزارة
قائمة بالمؤسسات التي تقع تحت وصاية وزارة الصناعة والتجارة:
- وكالة التنمية الرقمية
- المعهد العالي للتجارة وإدارة المقاولات
- فدرالية الصناعات الجلدية